# 第17回日本アカデミー賞
第17回日本アカデミー賞は1994年（平成6年）3月17日に行われた日本アカデミー賞の発表・授賞式。
新高輪プリンスホテルで開催され、司会は高島忠夫と南野陽子が務めた。
日本テレビでの放送枠は第11回（1988年）以来の『木曜スペシャル』、それも19:00の帯情報番組『追跡』を休止して2時間枠で放送した。しかし翌々週の3月31日を以て『木曜スペシャル』が廃枠になったため、木曜日に放送されるのはこれが最後となった。

## 最優秀作品賞
- 学校

### 優秀作品賞
- 月はどっちに出ている
- 虹の橋
- 僕らはみんな生きている
- わが愛の譜 滝廉太郎物語

## 最優秀監督賞
- 山田洋次（男はつらいよ 寅次郎の縁談、学校）

### 優秀監督賞
- 崔洋一（月はどっちに出ている）
- 澤井信一郎（わが愛の譜 滝廉太郎物語）
- 滝田洋二郎（眠らない街 新宿鮫、僕らはみんな生きている）
- 松山善三（虹の橋）

## 最優秀脚本賞
- 山田洋次・朝間義隆（男はつらいよ 寅次郎の縁談、学校）

### 優秀脚本賞
- 一色伸幸（卒業旅行 ニホンから来ました、僕らはみんな生きている）
- 鄭義信・崔洋一（月はどっちに出ている）
- 松山善三（虹の橋、望郷）
- 宮崎晃・伊藤亮爾・澤井信一郎（わが愛の譜 滝廉太郎物語）

## 最優秀主演男優賞
- 西田敏行（学校、釣りバカ日誌6）

### 優秀主演男優賞
- 風間トオル（わが愛の譜 滝廉太郎物語）
- 真田広之（眠らない街 新宿鮫、僕らはみんな生きている）
- 松村達雄（まあだだよ）
- 三國連太郎（大病人、釣りバカ日誌6）

## 最優秀主演女優賞
- 和久井映見（虹の橋）

### 優秀主演女優賞
- 岩下志麻（新・極道の妻〈おんな〉たち 覚悟しいや ）
- 吉永小百合（夢の女）
- ルビー・モレノ（月はどっちに出ている）
- 鷲尾いさ子（わが愛の譜 滝廉太郎物語）

## 最優秀助演男優賞
- 田中邦衛（学校、子連れ狼 その小さき手に、虹の橋）

### 優秀助演男優賞
- 岸部一徳（帰ってきた 木枯し紋次郎、教祖誕生、病院で死ぬということ、僕らはみんな生きている、水の旅人 侍KIDS）
- 高嶋政伸（虹の橋）
- 所ジョージ（まあだだよ）
- 山﨑努（僕らはみんな生きている）

## 最優秀助演女優賞
- 香川京子（まあだだよ）

### 優秀助演女優賞
- 樹木希林（夢の女）
- 竹下景子（学校）
- 檀ふみ（わが愛の譜 滝廉太郎物語）
- 裕木奈江（学校）

## 最優秀音楽賞
- 久石譲（ソナチネ、はるか、ノスタルジィ、水の旅人 侍KIDS）

### 優秀音楽賞
- 池辺晋一郎（まあだだよ）
- 甲斐正人（虹の橋）
- 佐藤勝（わが愛の譜 滝廉太郎物語）
- 冨田勲（学校）

## 最優秀撮影賞
- 斎藤孝雄・上田正治（まあだだよ、虹の橋）

### 優秀撮影賞
- 木村大作（新・極道の妻〈おんな〉たち 覚悟しいや、わが愛の譜 滝廉太郎物語）
- 阪本善尚（はるか、ノスタルジィ、水の旅人 侍KIDS）
- 長沼六男・高羽哲夫（夢の女、学校）
- 浜田毅（僕らはみんな生きている）

## 最優秀照明賞
- 佐野武治（虹の橋、まあだだよ）

### 優秀照明賞
- 増田悦章（新・極道の妻〈おんな〉たち 覚悟しいや、わが愛の譜 滝廉太郎物語）
- 高野和男・中村裕樹（はるか、ノスタルジィ、水の旅人 侍KIDS）
- 熊谷秀夫（学校、夢の女）
- 高屋齊（僕らはみんな生きている）

## 最優秀美術賞
- 村木与四郎（虹の橋、まあだだよ）

### 優秀美術賞
- 井川徳道（わが愛の譜 滝廉太郎物語）
- 木村威夫（夢の女）
- 竹中和雄（水の旅人 侍KIDS）
- 出川三男・横山豊（男はつらいよ 寅次郎の縁談、学校）

## 最優秀録音賞
- 鈴木功・松本隆司（男はつらいよ 寅次郎の縁談、学校）

### 優秀録音賞
- 小野寺修（大病人、眠らない街 新宿鮫）
- 橋本文雄（虹の橋、夜逃げ屋本舗2）
- 堀池美夫・格畑學（わが愛の譜 滝廉太郎物語）
- 宮内一男（ゴジラvsメカゴジラ）

## 最優秀編集賞
- 冨田功（国会へ行こう!、卒業旅行 ニホンから来ました、ナースコール、眠らない街 新宿鮫、僕らはみんな生きている）

### 優秀編集賞
- 石井巌（男はつらいよ 寅次郎の縁談、学校）
- 大林宣彦（はるか、ノスタルジィ、水の旅人 侍KIDS）
- 奥原好幸（あひるのうたがきこえてくるよ。、お引越し、ゲンセンカン主人、月はどっちに出ている、中指姫）
- 川島章正（高校教師、虹の橋、ヌードの夜、望郷、夜逃げ屋本舗2）

## 最優秀外国作品賞
- ジュラシック・パーク

### 優秀外国作品賞
- クリフハンガー
- 天と地
- 逃亡者
- 許されざる者

## 新人俳優賞
- 岸谷五朗（月はどっちに出ている）
- 田代まさし（乳房、クレープ）
- 萩原聖人（学校、教祖誕生、月はどっちに出ている）
- 安達祐実（REX 恐竜物語）
- 遠山景織子（高校教師）
- 裕木奈江（学校）

## 話題賞

### 作品部門
- 水の旅人 侍KIDS

### 俳優部門
- 萩原聖人（学校、教祖誕生、月はどっちに出ている）

## 会長特別賞
- 佐々木康
- ハナ肇
- マキノ雅広
- 笠智衆

## 協会特別賞
- 荒井正一 (映像･タイミング)
- 小川利弘 (映像･オプチカル)